# Volker Kauder
Volker Kauder (født 3. september 1949 i Sinsheim) er en tysk politiker, der repræsenterer CDU.
Kauder tog juridisk embedseksamen i 1977 fra Albert-Ludwigs-Universität Freiburg. Han har bl.a. arbejdet i delstatsforvaltningen i Baden-Württemberg. 
Han blev medlem af Junge Union (JU) i 1966 og var fra 1969 til 1973 formand for ungdomsorganisationens afdeling i Konstanz. I 1990 blev han valgt til Forbundsdagen og var fra 2004 til 2005 generalsekretær for CDU. Fra 2005 til 2018 var han gruppeformand for CDU/CSU-fraktionen i Forbundsdagen.